# Lasionycta uniformis
Lasionycta uniformis är en fjärilsart som beskrevs av Smith 1894. Lasionycta uniformis ingår i släktet Lasionycta och familjen nattflyn. Inga underarter finns listade i Catalogue of Life.

## Bildgalleri

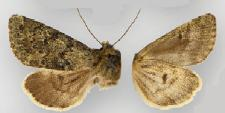
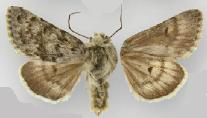
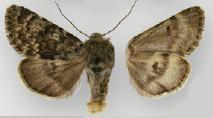
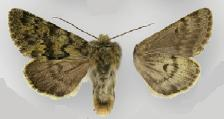
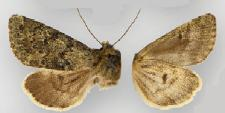
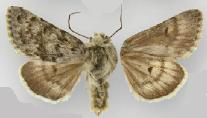